# Parapercis katoi
Parapercis katoi är en fiskart som beskrevs av Randall, Senou och Yoshino 2008. Parapercis katoi ingår i släktet Parapercis och familjen Pinguipedidae. Inga underarter finns listade i Catalogue of Life.